# Guido Tötterman
Guido Hilmer Rafael Tötterman, född 5 mars 1901 i Helsingfors, död där 13 augusti 1985, var en finländsk läkare.
Tötterman blev medicine och kirurgie doktor 1939. Han blev 1943 docent i invärtes medicin vid Helsingfors universitet och var 1950–1963 överläkare vid invärtesmedicinska avdelningen, Maria sjukhus. Han intresserade sig för laboratorieundersökningar och blodsjukdomar, speciellt den perniciösa bandmaskanemin. Om dess uppkomstmekanism hyste han åsikter som skilde sig från dem Bertel von Bonsdorff med medarbetare framförde, vilket ledde till en under finländska förhållanden sällsynt vetenskaplig fejd.
Tötterman förlänades professors titel 1954.
Guido gifte sig med Greta Tötterman (född Haglund) , och de hade 2 barn.